# Alfredo Omar Ortiz
Alfredo Omar Ortiz , también nombrado a veces en prensa como Omar Alfredo Ortiz, futbolista argentino. Jugaba como mediocampista y su primer y único equipo en la Argentina fue el club Almirante Brown. La época en que jugó, mucho más carente de información que la actual acerca de los equipos de ascenso, hace que se sepa poco de su vida.

## Campañas y características
Vistió la camiseta aurinegra entre los años 1967 y 1975, ambos inclusive.
Delgado y de escasa estatura, se caracterizaba sin embargo por una enorme fortaleza física y una entrega absoluta, que le valió su apodo de "fierro" o "fierrito" y lo ha hecho permanecer en la memoria de la generación que lo vio jugar. No carecía, a pesar de ello de habilidad para la gambeta, que utilizaba para subir al ataque cuando el equipo lo necesitaba.
De gran corrección a pesar de sus características, no se recuerda que haya sido expulsado.
Su punto más débil, quizás, era el último pase, por lo que el papel de "Fierrito" se redujo en muchas temporadas a recuperar la pelota y dársela a los que armaban el juego. Pero, en este terreno, se lo recuerda todavía hoy como insuperable. Al saltar a cabecear (normalmente para el despeje) junto a rivales mucho más altos, tenía tal potencia y cálculo que siempre llegaba él al balón.
Gran corredor en tareas defensivas, sus "mandadas" al ataque en velocidad y por gambeta cuando el marcador no era favorable, agrandaban al equipo, haciendo subir la moral de sus compañeros y de los hinchas con su entrega.
Jugador callado y humilde, nunca tuvo la capitanía del equipo y se fue del club tan calladamente como estuvo en él. Se dice que Luis Mendoza le dio el pase libre como premio a su dilatada carrera —9 años— en el club y se fue a jugar en el entonces incipiente fútbol estadounidense.
Es el quinto jugador de Almirante Brown (de los que se poseen registros) en cantidad de partidos oficiales jugados (244), sólo superado por Raúl Martini (278), Héctor Pistone (271), Héctor Ávalos (256) y Ricardo Johansen (252).

## Enlaces
- Al libro de Carlos Correa "Almirante de mi vida", en diarionco.com, donde se ven, en página 315, las estadísticas de Alfredo Ortiz
- Sitio Web Oficial del Club Almirante Brown